# A Comarca da Sertã

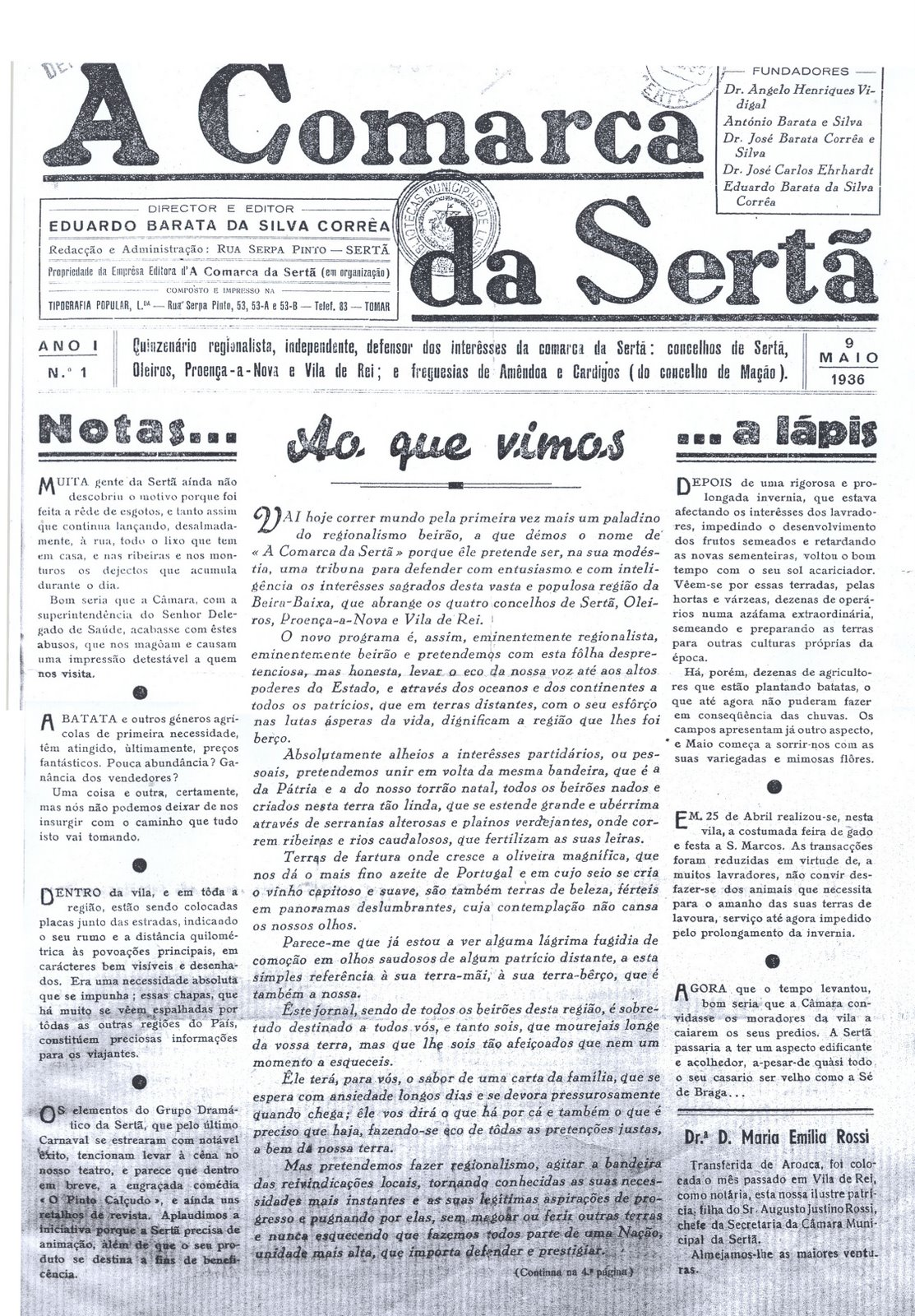
A Comarca da Sertã em 1936 (acima) e em 2005 (abaixa)..

A Comarca da Sertã é um quinzenário regionalista, independente, defensor dos interesses dos concelhos da Sertã, Oleiros, Vila de Rei e Proença-a-Nova, membro da Associação Portuguesa de Imprensa (AIND). A tiragem semanal do jornal não excede os 5000 exemplares.
Propriedade de Verde Press-Edições, Ltda., foi fundada em 9 de Maio de 1936 por Eduardo Barata da Silva Corrêa (que foi director até 1957), Ângelo Henriques Vidigal, Antonio Barata e Silva, José Barata Corrêa e Silva, e José Carlos Erhardt. De 1957 até 1993, o jornal foi dirigido por Amaro Vicente Martins. O actual (2004) director é João Miguel (carteira profissional de jornalista n° 5199). 